# Зеленциці (Опольське воєводство)
Зеленциці (пол. Zielęcice, нім. Grüningen) — село в Польщі, у гміні Скарбімеж Бжезького повіту Опольського воєводства.
Населення — 348 осіб (2011).
У 1975-1998 роках село належало до Опольського воєводства.

## Демографія
Демографічна структура станом на 31 березня 2011 року:
|          | Загалом | Допрацездатний вік | Працездатний вік | Постпрацездатний вік |
| -------- | ------- | ------------------ | ---------------- | -------------------- |
| Чоловіки | 177     | 37                 | 133              | 7                    |
| Жінки    | 171     | 41                 | 104              | 26                   |
| Разом    | 348     | 78                 | 237              | 33                   |